# Папа Лав XI
Папа Лав XI (2. јун 1535—27. април 1605), рођен као Алесандро Октавијан де Медичи, био је поглавар Католичке цркве у периоду мањем од месец дана.

## Детињство и младост
Алесандро Октавијан де Медичи рођен је у Фиренци, као син Франческе Салвиати и Октавијана де Медичија. Био је братанац папе Лава X.

## Свештенички живот
Отац Алесандро је служио као фирентински амбасадор папи Пију V у периоду од 1569. до 1584. године. Папа Григорије XIII проглашава га за бискупа Пистоје 1573. године, надбискупом Фиренце 1574. године, проглашен је кардинал свештеником цркве Santi Quirico e Giulitta 1583. године.
Папа Климент XIII га шаље 1596. године као посланика у Француску где је Марија Медичи била краљица. Алесандро је био пријатељ и ученик светог Филипа Нерија.

## Папство
Дана 14. марта 1605. године, једанаест дана након смрти Климента VIII, 62 кардинала ступили су у конклаву. Истакнути међу кандидатима за папство били су историчар Бароније и језуитски контроверзиалист Роберт Бељармино. Али Пјетро Алдобрандини, лидер италијанске странке међу кардиналима, у савезу са француским кардиналима и доводи до избора Алесандра противно изричитој жељи краља Филипа III. Краљ Анри IV је рекао да је потрошио 300.000 златника у промовисању Алесандрове кандидатуре.
Априла 1. 1605. године, кардинал Медичи изабран је за папу. Одлучио је да узме име Лав XI у част свог стрица папе Лава X.
Када је изабран папа Лав XI имао је скоро седамдесет година, а преминуо је двадест седам дана касније. Његова смрт изазвана је умором и хладноћом током церемоније преузимања базилике светог Јована Латерана. Због свог кратког понтификата прозвали су га Муњевити папа.